# زنگ تفریح (مجموعه تلویزیونی)
زنگ تفریح (انگلیسی: Recess) یک سریال پویانمایی آمریکایی است که از سال ۱۹۹۷ تا ۲۰۰۳ از شبکه تون دیزنی پخش شد. در سال ۲۰۰۱ از این مجموعه تلویزیونی، فیلم بلندی به نام زنگ تفریح: فرار از مدرسه ساخته شد.